# Pectinantus parini
Pectinantus parini är en fiskart som först beskrevs av Sazonov, 1976.  Pectinantus parini ingår i släktet Pectinantus och familjen Platytroctidae. Inga underarter finns listade i Catalogue of Life.